# 嬬恋温泉
嬬恋温泉（つまごいおんせん）は、群馬県吾妻郡嬬恋村大前高岩にあった温泉。同村芦生田にあるつま恋温泉とは別の温泉である。

## 泉質

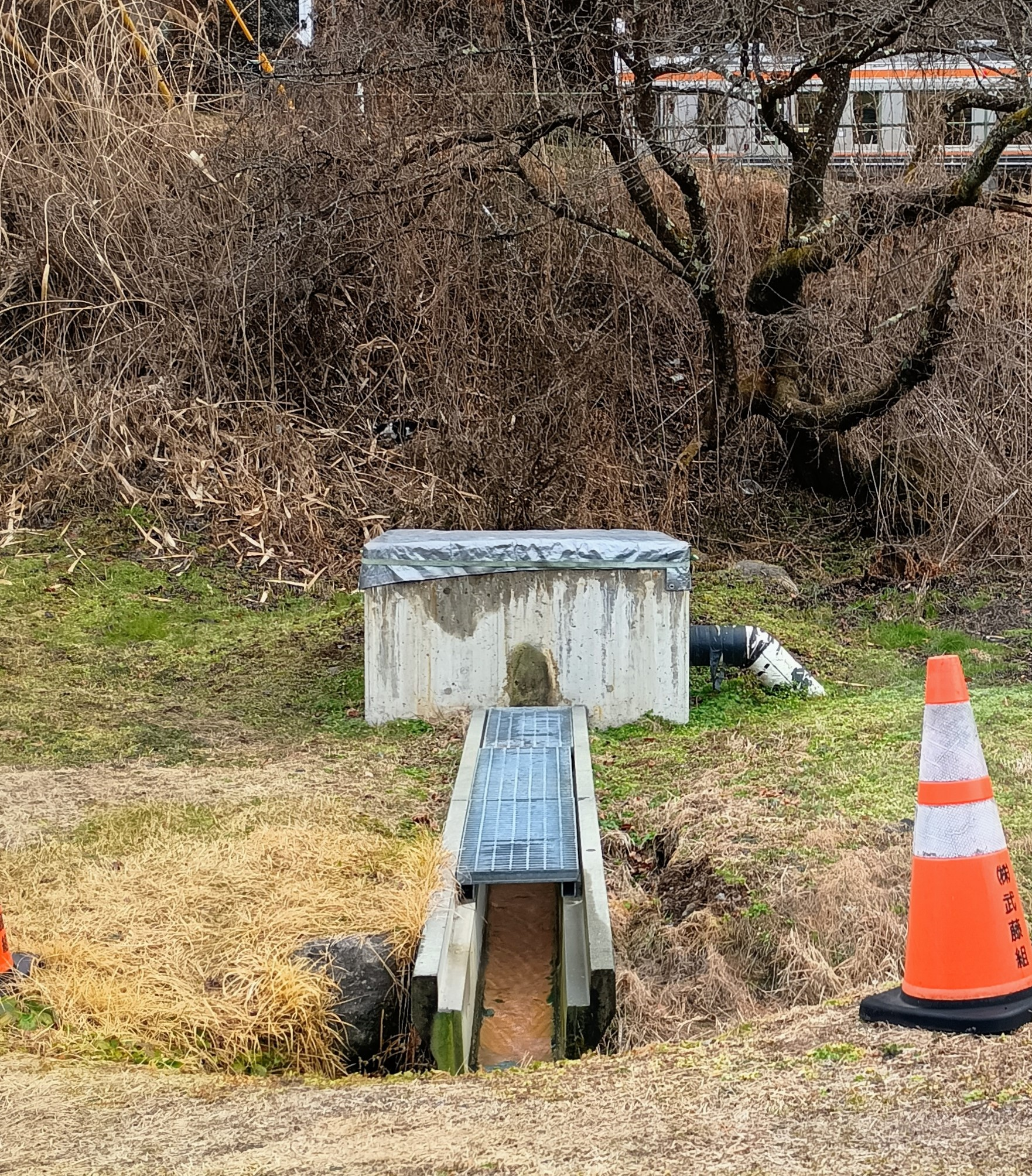
2025年現在も温泉の湧出は続いている。

- ナトリウムカルシウムマグネシウム - 炭酸水素塩泉（中性低張性温泉）
  - 源泉温度37.1℃[2]。
  - 薄茶褐色
  - 源泉名: 奥鹿の湯

## 歴史
初代館主により1974年（昭和49年）に掘削、創業。
1998年改築。2017年10月9日をもって閉館。

## 温泉施設
嬬恋村内、吾妻線終点・大前駅前1軒宿の「つまごい館」が存在していた。
建物は木造2階建、9室、内風呂男女各1、露天風呂男女各1、収容人員20名。夏期のみ日帰り入浴も行っていたが、経営後期では廃止していた。2018年には、建物は解体されている。

## アクセス
JR吾妻線大前駅前。